# Bob Dole
Robert Joseph Dole (22 tháng 7 năm 1923 – 5 tháng 12 năm 2021) là một chính trị gia và luật sư người Mỹ đã nghỉ hưu, người đại diện cho Kansas tại Hạ viện Hoa Kỳ từ 1961 đến 1969 và tại Thượng viện Hoa Kỳ từ 1969 đến 1996, làm Lãnh đạo Đảng Cộng hòa của Thượng viện Hoa Kỳ từ năm 1985 đến năm 1996. Ông là ứng cử viên tổng thống của đảng Cộng hòa trong cuộc bầu cử tổng thống năm 1996 và là ứng cử viên phó tổng thống của đảng trong cuộc bầu cử tổng thống năm 1976.
Sinh ra ở Russell, Kansas, Dole đã thiết lập một sự nghiệp hợp pháp tại Russell sau khi phục vụ trong quân đội Hoa Kỳ trong thế chiến II. Sau một thời gian làm luật sư quận Russell, ông đã giành chiến thắng trong cuộc bầu cử vào Hạ viện năm 1960. Năm 1968, Dole được bầu vào Thượng viện, nơi ông giữ chức Chủ tịch Ủy ban Quốc gia Cộng hòa từ năm 1971 đến năm 1973 và Chủ tịch Ủy ban Tài chính Thượng viện từ năm 1981 đến năm 1985. Ông đã lãnh đạo Đảng Cộng hòa Thượng viện từ năm 1985 từ chức năm 1996, và giữ chức Thủ lĩnh đa số Thượng viện từ năm 1985 đến 1987 và từ năm 1995 đến năm 1996. Trong vai trò là nhà lãnh đạo Đảng Cộng hòa, ông đã giúp đánh bại kế hoạch chăm sóc sức khỏe của Tổng thống Bill Clinton.
Tổng thống Gerald Ford đã chọn Dole làm người cùng tranh cử của mình trong cuộc bầu cử năm 1976 sau khi Phó Tổng thống Nelson Rockefeller rút khỏi việc tìm kiếm một nhiệm kỳ đầy đủ. Ford đã bị đánh bại bởi đảng Dân chủ Jimmy Carter trong cuộc tổng tuyển cử. Dole tìm kiếm đề cử tổng thống của đảng Cộng hòa vào năm 1980 nhưng nhanh chóng bỏ cuộc đua. Ông đã trải nghiệm nhiều thành công hơn trong các cuộc bầu cử sơ bộ của Đảng Cộng hòa năm 1988 nhưng đã bị đánh bại bởi Phó Tổng thống George H. W. Bush. Dole giành được đề cử của đảng Cộng hòa vào năm 1996 và chọn Jack Kemp làm bạn đời của mình. Chiếc vé của đảng Cộng hòa đã bị mất trong cuộc tổng tuyển cử trước Bill Clinton, khiến Dole trở thành người đầu tiên được đề cử cho cả tổng thống và phó tổng thống bởi một trong những đảng lớn hiện tại mà không giành chiến thắng trong cuộc bầu cử vào một trong hai vị trí. Ông đã từ chức tại Thượng viện trong chiến dịch năm 1996 và không tìm kiếm chức vụ công nữa sau cuộc bầu cử.
Ông qua đời vào sáng ngày 5 tháng 12 năm 2021 tại nhà riêng ở Russell trong lúc ngủ ở tuổi 98.

## Sự nghiệp chính trị

### Thượng nghị sỹ
Năm 1968, Dole đánh bại Thống đốc bang Kansas William H. Avery để đề cử Đảng Cộng hòa cho Thượng viện Hoa Kỳ để kế nhiệm Thượng nghị sĩ về hưu Frank Carlson, sau đó được bầu. Dole được bầu lại vào năm 1974, 1980, 1986 và 1992, trước khi từ chức vào ngày 11 tháng 6 năm 1996, để tập trung vào chiến dịch tranh cử Tổng thống của ông. 
Khi còn ở Thượng viện, Dole từng là chủ tịch ủy ban quốc gia đảng Cộng hòa từ năm 1971173, đảng Cộng hòa xếp hạng trong Ủy ban Nông nghiệp từ năm 1975.